# Veliki kanjon
Veliki Kanjon (angleško Grand Canyon) je kanjon, ki ga je ustvarila reka Kolorado na severu Arizone (ZDA). Velik del kanjona je zaščiten kot Narodni park Veliki kanjon (Grand Canyon National Park) in je eden najbolj obiskanih parkov v ZDA.

## Geografija
Reka Kolorado je z 2.333 km dolgim tokom peta najdaljša ameriška reka (kratek spodnji del teče že po mehiškem ozemlju). Svetovno slavo si je pridobila s svojimi kanjoni. Na skoraj 70 % poti proti Kalifornijskemu zalivu se namreč prebija skozi poldrugi ducat slikovitih skalnih ožin. Med njimi je zanesljivo najbolj znan Grand Canyon, saj je dolg celih 446 km, širok od 6 do 29 km in skoraj 2 km globok. Njegov najlepši del je zaščiten kot narodni park, ki meri kar 4.934 kvadratnih kilometrov ali dobro petino Slovenije. 
O geološkem nastanku kanjona obstaja več teorij, a za zdaj nobena ni neizpodbitno dokazana. Po najnovejših ugotovitvah znanstveniki domnevajo, da je nastal v zadnjih 17 milijonih let, še pred kratkim pa so predvidevali, da je trikrat mlajši. V tem času naj bi vode Kolorada izdolble globoko sotesko v značilni obliki dvojne črke v: zgoraj je najširša, približno na sredini se pobočji prelomita v ozki terasi, potem pa še drugič strmoglavita v globino. Razlog za to so seveda različno odporne kamnine v posameznih zemeljskih plasteh, nastalih v zelo različnih obdobjih. Med najstarejšim slojem na dnu kanjona in najmlajšim na vrhu je menda minilo okoli 1,7 milijarde let.
Veliki Kanjon je velika razpoka v platoju Colorado, ki izpostavlja plati proterozoika in paleozoika. To ni najgloblji kanjon na svetu (soteska Kali Gandaki v Nepalu je precej globlja), niti najširša (Capertee Valley v Avstraliji je okoli 1 km širša in daljša), vendar pa je Veliki Kanjon znan po njegovi vizualno prepričljivi velikosti in zapletenosti ter barviti pokrajini. Geološko je pomemben zaradi debeline odkritih starih kamnin, ki so zelo lepo ohranjene in izpostavljene. Ti sloji kamnin prikazujejo zgodnjo geološko zgodovino severnoameriške celine.

## Geologija
Veliki Kanjon je del porečja reke Colorado, ki je nastala v zadnjih 40 milijonih let. Nedavna študija postavlja izvor kanjona pred približno 17 milijonov let. Starejše ocene so postavile starost kanjona na 5-6 milijonov let.  Študija je bila objavljena v reviji Science leta 2008. Obstaja precej polemik, ker ta raziskava kaže bistveno odstopanje od predhodnega konsenza znanstvenikov. Decembra 2012 objavljena študija v reviji Science trdi, da novi testi kažejo, da je Veliki Kanjon lahko starejši kot 70 milijonov let.  Vendar pa je bila ta študija kritizirana kot "poskus potisniti razlago svojih novih podatkov brez upoštevanja številnih drugih geoloških zbirk podatkov ".
Rezultat delovanja erozije je eden najbolj popolnih geoloških stolpcev na planetu.
Glavne geološke plasti so stare od 2 milijardi let stari Vishnu skrilavci na dnu soteske Inner, do 230 milijonov let star apnenec na robu Kaibab.
Mnoge formacije so nastale v toplih plitvih morjih in močvirjih, ki so večkrat napredovali in se umikali čez rob stare celine na območju današnje Severne Amerike. Večje izjeme so permski Coconino peščenjak, ki vsebuje bogate geološke dokaze odlaganja peščenih sipin aeolian. Več delov skupine Supai so nanešene tudi v ne-morskih okoljih.
Velika globina Velikega Kanjona in zlasti višina plasti (od katerih je večina nastala pod morsko gladino) je posledica dviga platoja Colorado za 1.500 do 3.000 m, ki se je začel pred približno 65 milijoni leti (med Laramidsko orogenezo). Ta dvig je povzročil strm padec reke Colorado in njenih pritokov, ki so na ta način povečali svojo hitrost in s tem sposobnost erozije.
Vremenske razmere v času ledenih dob so tudi povečala količino vode v reki Colorado in njen drenažni sistem. Reka se je odzvala z znižanjem kanjina hitreje in globlje.
Potek reke Colorado se je spremenila pred 5,3 milijona leti, ko se je Kalifornijski zaliv odprl in spustil nivo reke. To je povečalo stopnjo erozije ter znižanje na današnjo globino pred 1,2 milijona leti. Stene kanjona so bile ustvarjene z diferencialno erozijo. .
Med 100.000 in 3 milijone let je, vulkanska aktivnost odlagala pepel in lavo čez območje, kar je včasih povsem onemogočilo pretok reke. Te vulkanske kamnine so najmlajše v kanjonu.

## Zgodovina
Širše območje kanjona je bilo najverjetneje naseljeno že v 12. st. pr. n. š., ko so tu živeli Anasazijci ali starodavni Puebli, kot se jim reče danes v politično korektni "amerikanščini". Ko so v 16. stoletju na območje prišli prvi belci, so naleteli na že precej mlajše indijanske kulture. Nekje ob Grand Canyonu sta se stikali naselitveni območji Hualapajev in Hopijev. Leta 1540 se je po njihovih krajih potikala odprava španskega konkvistadorja Francisca Vásqueza de Coronada, ki je seveda iskala zlato. Spustili so se proti reki, a so se morali zaradi pomanjkanja vode na tretjini poti obrniti. Ni dokazov, da bi naslednjih dvesto let sem stopila noga belcev. 
Belci so začeli pogosteje zahajati sem šele sredi 19. stoletja, ko so različne vojaške odprave iskale primerne prehode čez reko in raziskovale njeno plovnost.
Eni izmed ekspedicij se je leta 1858 pridružil John Strong Newberry in tako postal prvi geolog, za katerega se ve, da je na lastne oči videl Grand Canyon. Za ključno osebo pri raziskovanju kanjona pa velja major John Wesley Powell, častnik Kopenske vojske ZDA, ki je avgusta 1869 prvi preplul njegovo celotno dolžino. Na pot je krenil z osmimi možmi v štirih čolnih, na cilj pa jih je po treh mesecih prispelo pet. 
Samo desetletje pozneje so najbolj podjetni že razmišljali o turistični izrabi soteske. Prvi hotel so ob njej zgradili l. 1884, 17 let pozneje pa so se obiskovalci tja že lahko pripeljali z vlakom. Leta 1908 je bilo območje, na pobudo ameriškega predsednika Theodorja Roosevelta, razglašeno za narodni spomenik in leta 1919 za 17. ameriški narodni park.
V tem delu kanjona je med severnim in južnim robom 16 km zračne črte. A ker ju povezujeta le dva mostova za pešce globoko v razpoki, daleč od cestnih povezav, je treba od enega do drugega prevoziti celih 346 km. Južni rob je 300–400 m nižji od severnega. Razgledi s slednjega so menda lepši, a ker je južni veliko lažje dostopen, pride nanj kar devetkrat več obiskovalcev. Množicam je zato tam namenjena prava turistična vas.

## Podnebje
Podnebje v Velikem kanjonu se spreminja glede na nadmorsko višino.
Gozdnate površine Velikega Kanjona so dovolj visoko, da so pozimi prekrite s snegom, ob reki v soteski Inner pa so razmere puščavske. Vremenske razmere v Velikem Kanjonu so običajno suhe, razen dvakrat letno, ko je zelo deževno, in sicer v času sezonskih premikov v zimskem času in pozno poleti (pojav, znan kot monsun). Monsun, ki zagotavlja vlago iz jugovzhoda povzroča dramatične, lokalne nevihte, ki jih poganja toplota dneva. Povprečna letna količina padavin na Južnem robu je manjša od 35 cm, s 132 cm snega, višje na North Rim pade običajno 59 cm dežja, snega pa 317 cm. V Phantom Ranch, dolvodno po platoju, na nmv 762 m pade le 17,6 cm dežja, sneg je redkost.
Temperature se zelo spreminjajo, z vzponi poleti v notranji soteski do več kot 37 °C, pozimi pa se temperature spustijo tudi do -17 °C.
Vremenske razmere lahko močno vplivajo na pohodništvo in raziskovanje kanjona, zato morajo dobiti obiskovalci natančne napovedi zaradi nevarnosti, ki jih predstavljajo izpostavljenosti ekstremnim temperaturam, zimskim nevihtam in poznim poletnim monsumom.

## Rastlinstvo in živalstvo
V območju Narodnega parka Veliki Kanjon raste približno 1.737 znanih vrst vaskularnih rastlin, 167 vrst gliv, 64 vrst mahu in 195 vrst lišajev. Ta raznolikost je v veliki meri posledica velike višinske razlike od reke Kolorado navzgor do najvišje točke na North Rim. Na območju raste tudi ducat endemičnih rastlin, kar deset odstotkov flore parka pa je eksotična. 63 rastlin ima v ZDA poseben status zaščite.
Rastlinstvo se razlikuje po območjih kot so puščava Mojave na zahodnem delu kanjona in Sonorska puščava na vzhodnem delu ter borovi gozdovi na platoju.
Naravni izviri in potoki, ki se zlivajo po stenah kanjona so dom za 11% vseh ugotovljenih rastlinskih vrst. Kanjon sam deluje kot povezava med vzhodom in zahodom ter zagotavlja prehajanje habitatov, je pa lahko tudi genetska ovira za nekatere vrste, kot je posebna vrsta veverice.
Lega pobočja prav tako igra pomembno vlogo pri raznolikosti. Severna pobočja prejmejo približno eno tretjino običajne količine sončne svetlobe, zato so tu rastline, ki rastejo na višjih legah ali v bolj severnih zemljepisnih širinah. Na južnih pobočjih, ki prejmejo dovolj sončne svetlobe, je vegetacija podobna tisti iz puščave Sonora.
Kar 34 vrst sesalcev živi vzdolž reke Kolorado vrst, 18 vrst je glodalcev in osem netopirjev.

## Življenjski prostor rastlin in živali
Park vsebuje več pomembnih ekosistemov. Njegovo veliko biološko raznolikost je mogoče pripisati prisotnosti petih od sedmih življenjskih območij in tri od štirih tipov puščav v Severni Ameriki. Pet življenjskih območij je: Spodnja Sonora, Zgornja Sonora, prehodno območje, kanadsko in območje Hudson. To pomeni, da tukaj nastopajo območja od Mehike do Kanade. Razlike v nadmorski višini in posledično razlike v podnebju so glavni dejavniki, ki tvorijo različna življenjska območja in skupnosti v kanjonu in njegovi okolici. Narodni park Veliki Kanjon vsebuje 129 vegetacijskih skupnosti, katerih sestava in porazdelitev je odvisna od podnebja, geomorfoloških značilnosti in geološke sestave tal.

### Spodnja Sonora
Življenjsko območje Spodnja Sonora se razteza od reke Kolorado do okoli 1000 metrov nmv. Ob reki Kolorado in njenih pritokih so obvodne skupnosti. Vrba Coyote (Salix exigua), arrowweed (Pluchea sericea), vrba Curiti (Baccharis salicifolia), medonosna mesquite (Prosopis glandulosa), akacija catclaw (Acacia greggii) in eksotična tamariska (saltcedar - Tamarix) so prevladujoče vrste. Viseči vrtovi ob izvirih in potokih v stenah vsebujejo redke rastline kot je belo cvetoči Redbud (Cercis occidentalis), orhideje (Epipactis gigantea) in McDougallova flaveria. Ogrožene ribe v reki so Gila cypha in Xyrauchen texanus.
Tri najpogostejše dvoživke živijo v obrežnih združbah: drevesna žaba (Hyla arenicolor), Bufo punctatus in drevesna krastača Rocky Mountain (Bufo woodhousii woodhousii). Leopardje žabe so zelo redke in obstajajo na le nekaj mestih. 33 vrst rako živi v reki Kolorado in njenih pritokih, od teh je 16. pravih zooplankton organizmov.
48 vrst ptic redno gnezdi vzdolž reke, medtem ko druge uporabljajo reko kot migracijski koridor ali za prezimovanje. Orel (Haliaeetus leucocephalus) je ena vrsta, ki uporablja rečni koridor kot zimski habitat.
Rečne vidre so verjetno izginile iz parka v poznem 20. stoletju, pižmovke so izjemno redke. Bobri, ki za hrano uporabljajo vrbe in grmovnice, lahko bistveno vplivajo na obrežno vegetacijo. Drugi glodavci, kot so veverice in miši, so vsejede. Netopirji običajno počivajo v puščavskih gorah, hranijo pa se s številnimi žuželkami vzdolž reke in njenih pritokov. Poleg netopirjev so najbolj številni obrežni plenilci kojoti, rakuni (Bassariscus astutus) in skunki, ki lovijo glodavce in plazilce.
Rakuni, podlasice, risi, lisice in gorski levi so bolj redki. Srnjad in puščavska debeloroga ovca so kopitarji, ki pogosto prihajajo v rečni koridor.
Pogoste vrste žuželk ob reki in pritokih so mušice, muhe, enodnevnice, vrbnice, črne muhe, pršice, hrošči, metulji in ognjene mravlje. Številne vrste pajkov in več vrst škorpijonov prav tako naseljujejo obrežni pas.
Enajst vodnih in 26 kopenskih vrst mehkužcev so našli v Narodnem parku in okolici. Izmed vodnih vrst sta dve vrsti školjk in devet polžev.
Obstaja tudi približno 47 vrst plazilcev. Deset jih živi vzdolž rečnega koridorja, največ med robom reke in začetkom gorske puščave. Dva največja kuščarja  sta strupeni bradavičar (Heloderma suspectum)  in legvan chuckwallas (Sauromalus). Številne vrste kač živi tako v notranjem delu soteske kot ob reki, med njimi šest vrst klopotač.
Nad rečnim koritom se nahaja biotop puščave, kjer uspeva severnoameriška puščavska flora. Tipične vrste so Larrea tridentata, Encelia farinosa, Ambrosia dumosa, akacija catclaw, Fouquieria splendens, Parthenium incanum, medonosna mesquite, Atriplex canescens, Ericameria nauseosa, Coleogyne ramosissima. Sesalci v gozdni skupnosti sestavljajo 50 vrst, večinoma so to glodalci in netopirji. Tri od petih vrst živi v puščavi.
Razen za zahodnem delu puščave, gekon živi le v bližini vode vzdolž reke. Vsi drugi plazilci najdeni blizu reke se pojavljajo tudi v gorah, vendar manj pogosto. Puščavska želva je ogrožena vrsta in živi v puščavskem grmovju v zahodnem delu parka.

### Zgornja Sonora in prehodno območje
Življenjski prostor Zgornje Sonore obsega večino notranjega kanjona in Južni Rob (South Rim) na višinah od 1.100 do 2.100 m. V tem območju prevladujejo razne vrste grmičevja in borovci. Med 1.100 do 1.200 m so v puščavi Mojave podobne združbe kot v Zgornji Sonori. Tu prevladujejo Atriplex canescens in drugo grmičevje, druge pomembne skupine so agave (Agave utahensis), cvetoči Mesquite (Prosopis), Kramerie, akacije in razne vrste kaktusov.
Približno 30 vrst ptic gnezdi predvsem v puščavskih gorah in pečinah notranjega kanjona. Številni netopirji, hudourniki in druge obrežne ptice zagotavljajo dovolj hrane za sokola selca in primerna gnezdišča vzdolž strmih sten kanjona. Tukaj živi več kritično ogroženih kalifornijskih kondorjev, ki so bili ponovno naseljeni na Colorado Plateau v vzhodni del parka.
Iglasti gozdovi nudijo življenjski prostor 52 vrstam sesalcev. Ježevci, rovke, različne veverice, črni medved, jelenjad in losi se nahajajo v parku v višjih legah na planoti Kaibab.
Nad puščavo do 1.900 m je borov gozd in nekaj brinja. V teh gozdovih raste veliko rastlin Artemisia tridentata, cvetoča Gutierrezia, mormonski čaj, utaške agave, banane in juke, Krascheninnikovia lanata, indijanski riž (Oryzopsis hymenoides), Sporobolus in druge trave. Tukaj živijo različne kače in kuščarji, tudi ena posebna vrsta plazilca, gorski kratko rogati Lizard, ki živi posebej množično v brinjevih in borovih gozdovih.
Pinus ponderosa - borovci rastejo na višinah med 2000 in 2500 m na severnem in južnem platoju v prehodnem življenjskem okolju. Južni Rob združuje sivo lisico, jelenjad, debeloroge ovce, skalne veverice, bor in brin. Druge vrste so še hrast (Quercus gambelii), robinija (Robinia neomexicana), gorski mahagonij, bezeg (Sambucus mexicana) in mahonijo (Mahonia repens) in trave bilnice. Utaški tigrasti močerad in žaba Spea intermontana sta dve dvoživki, ki sta pogosti v omenjenih gozdovih. Od približno 90 vrst ptic, ki gnezdijo v gozdovih iglavcev, jih je 51 poletnih prebivalcev in najmanj 15 od teh je migrantov.

### Kanadsko in območje Hudsonian
Nad višino 2500 metrov je takoimenovano kanadsko območje, ki obsega North Rim in plato Kaibab. Gozd sestavljajo smreke Picea engelmannii, Picea pungens, Pseudotsuga menziesii in Abies concolor, nadalje trepetlika in jerebika. Več vrst večletnih trav, rman, potentila, volčji bob, šaši in astre tudi rastejo v sub-alpskem podnebju. Tukaj živijo tudi gorski lev, veverice in kragulj.
Montanski travniki in subalpinska travna skupnost v območju Hudsonian so redki in se nahajajo le na North Rim. Na najbolj vlažnih območjih rastejo šaši in druga zelišča.

## Turizem
Narodni Park Veliki Kanjon je prvovrstna naravna znamenitost, ki pritegne okoli pet milijonov obiskovalcev na leto. 83 % jih je bilo iz Združenih držav Amerike: Kalifornija (12,2 %), Arizona (8,9 %), Texas (4,8 %), Florida (3,4 %) in New York (3,2 %). Sedemnajst odstotkov obiskovalcev je bilo iz drugih držav, od teh največ iz Velike Britanije (3,8 %), Kanade (3,5 %), Japonske (2,1 %), Nemčije (1,9 %) in Nizozemske (1,2 %). Južni Rob (South Rim) je odprt skozi vse leto, če le dovoljuje vreme, North Rim je praviloma odprt od sredine maja do sredine oktobra.
Dejavnosti v parku so, poleg ogleda znamenitosti iz urejenih razglednih točk, še rafting, pohodništvo, tek in helikopterski ogledi. Grand Canyon Ultra maraton je 126 km dolga 24 urna tekaška prireditev. V dno doline je mogoč dostop peš, z mulami ali pa s čolnom ali splavom po reki navzgor. Hoja navzdol do reke in nazaj v enem dnevu je zelo težavna zaradi razdalje, strmih in skalnih poti, velike nadmorske višine in nevarnosti zaradi vročinske izčrpanosti zaradi veliko višjih temperatur na dnu kanjona. Kljub težavam se na stotine primernih in izkušenih pohodnikov vsako leto odpravi na tak pohod.
V zadnjem času so v Grand Canyon West odprli stekleno razgledno ploščad imenovano Grand Canyon Skywalk. Skywalk je ob otvoritvi požel mešane kritike, ker je dostopen samo z vožnjo po makadamski cesti (6 km), stane najmanj $ 85 (v ceno je vključena rezervacija pristojbine, organizacija paketa in sprejem na Skywalk) in dejstvo, da kamere ali druga osebna oprema ni dovoljena zaradi nevarnosti poškodovanja stekla ob padcu. Skywalk se nahaja približno 400 km južno od Grand Canyon Village. 
Druge zanimive razgledne točke so še:
- Lipan Point na južnem robu; točka se nahaja vzhodno od Grand Canyon Village vzdolž Desert View Drive. Od parkirišča za obiskovalce vozi avtobus, ki se rutinsko ustavi na točki. Pot Tanner trail se začne pri parkirišču. Pogled iz Lipan Point prikazuje široko paleto plasti kamnin in območje Unkar Creek v notranjem kanjonu.
- Toroweap (ali Tuweep) se nahaja okoli 1000 m vertikalno nad reko Kolorado, nahaja se okoli 50 km južno os South Rim in 70 km gorvodno od Skywalk. Je najbolj težko dostopna točka parka, saj je dosegljiva samo po eni od treh dolgih slabih cest, ki se začnejo v St. George v Utahu, iz Colorado City-ja ali od Pipe Spring National Monument (oba v Arizoni). Cesta prečka divje, nenaseljeno območje.

Glej tudi seznam poti v knjonu: 

## Zgradbe na Južnem robu
Na Južnem robu (South Rim) je več zgodovinskih stavb, ki so v bližini vasi Grand Canyon Village.
- Buckey O'Neill Cabin je zgradil leta 1890 William Owen "Buckey" O'Neill. Namenjena je bila skladišču bakra, ki je bil v bližini. Imel je več poklicev, rudar, sodnik, politik, pisatelj in turistični vodnik. Ta stavba je najstarejša. Trenutno uporablja kot gostiščem ; rezervacija je tudi potrebna vnaprej .
- Kolb Studio sta zgradila leta 1904 brata Ellsworth in Emery Kolb. Bila sta fotografa, ki sta se preživljala s fotografiranjem obiskovalcev, ki so hodili po poti Bright Angel Trail. Leta 1911 sta brata Kolb posnela svojo pot navzdol so zelene reke Kolorado. Emery Kolb je kazal ta film v ateljeju do leta 1976, ko je umrl v starosti 95 let. Danes stavba služi kot umetniška galerija in razstavišče.
- Hotel El Tovar je bil zgrajen leta 1905 in je najbolj razkošen hotel na Južnem robu . Hotel je sestavljen iz 4 zgodb s kmečko brunarico za nastope z naslovom "Rustikalni Nacionalni park" Zasnoval ga je Charles Whittlesley. V notranjosti hotela so trgovina s spominki in restavracije.
- Hišo Hopi je zgradila Mary Jane Colter leta 1905. Stoji na mestu starejših zgradb, ki so jih zgradili Hopiji kot naselje Old Oraibi. Je služilo kot rezidenca Hopi Indijancev, ki so prodajali izdelke domače in umetnostne obrti obiskovalcem na južnem robu.
- Verkamp's Curios, ki stoji zraven hiše Hopi, je zgradil John Verkamp leta 1905. Prodajal je umetniške izdelke in izdelke domače obrti. Do septembra 2008 je bila v lasti njegovih potomcev, v novembru 2008 pa je stavba postala center za obiskovalce s poudarkom na zgodovini skupnosti vasi Grand Canyon Village.
- Canyon Railway Depot, železniška postaja, je bila končana leta 1910. Gordon Chappell, regionalni zgodovinar trdi, da je ta stavba le ena od treh železniških postajah tpa log-cabin-style. Postaja je severni terminal Grand Canyon Railway, ki se začne v kraju Williams v Arizoni .
- Razgledna točka Studio je zasnovala Marija Colter in je bila zgrajena leta 1914. Tukaj prodajajo fotografije, umetnine, knjige, spominke, kamnine in fosile. Od tukaj je odličen pogled na pot Bright Angel Trail.
- Desert View Watchtower, najbolj znano delo Mary Colter, je bil zgrajen leta 1932. Nahaja se na skrajnem vzhodnem delu Južnega roba, 43 km od vasi Grand Canyon Village. Stolp je visok 21 m. Na vrhu stolpa je na nadmorski višini 2293 m je najvišja točka Južnega roba. Ponuja enega redkih popolnih pogledov na dno kanjona in reke Kolorado. Oblikovno oponaša stražne stolpe ljudstva Anasazi.
- Bright Angel Lodge je bil zgrajen iz lesa in kamna leta 1935. Mary Colter je zasnovala ložo, zgradila jo je družba Fred Harvey. V notranjosti koče je majhen muzej v čast Freda Harveya (27. junij 1835, 9. februar 1901), ki je igral pomembno vlogo pri popularizaciji Velikega kanjona. V zgodovinski sobi je kamniti kamin iz plasti kamna v enakem zaporedju kot tiste v kanjonu .

## Nezgodni primeri
V Velikem Kanjonu je bilo okoli 600 smrtnih žrtev od leta 1870 do danes. Vzrok smrti je bodisi posledica preveč vnetega fotografiranja, precenjevanja fizične kondicije pri trekingu, posledica trkov letal v kanjonu in utopitve v reki Kolorado.
53 smrti je posledica padcev, 65 smrtnih primerov je bilo mogoče pripisati okoljskim dejavnikom kot so vročinska kap, srčni zastoj, dehidracija in hipotermija, 7 je bilo žrtev hudourniških poplav, 79 se jih je utopilo, 242 jih je umrlo zaradi strmoglavljenja letala ali helikopterja (128 jih je umrlo v nesreči leta 1956), 25 je umrlo v čudnih okoliščinah, tudi zaradi udara strele in padca iz skale in 23 je bilo žrtve umorov. 
Leta 1956 je bil Veliki Kanjon prizorišče tragične letalske nesreče.
Zjutraj 30. junija 1956 sta TWA Lockheed Super Constellation in United Airlines Douglas DC -7 poletela v Los Angeles na International Airport v razmiku treh minut. Približno 90 minut kasneje sta letali trčili nad kanjonom ko sta leteli v nenadzorovanim zračnem prostoru.
Razbitine obeh letal sta padli v vzhodnem delu kanjona, v Temple  in Chuar Buttes, blizu sotočja Kolorada in Male reke Kolorado. V nesreči je umrlo vseh 128 potnikov in članov posadk.
Ta nesreča je imela za posledico ureditev višin preletov in uvedbo kontrole preleta s strani zemeljskih kontrolorjev .
Evakuacija
Turiste in prebivalce mesta Supai, mesta, ki leži na dnu kanjona, so evakuirali iz območja 17-18 avgusta 2008, zaradi porušitve jezu Redlands Dam, ki se nahaja gorvodno od kraja Supai, po noč trajajočem močnem deževju. Ker je bilo pričakovati obilne padavine in opozorilo na poplavni val, se je začela evakuacija izvajati na pobudo parkovnega nadzora. Poplave so bile dovolj velike, da so pritegnile pozornost mednarodnih medijev. ,